# Корнвол
Корнвол (енгл. Cornwall, кор. Kernow) је област на југозападу Велике Британије и унутрашња јединица Енглеске. Граничи се на северу и западу са Келтским морем, а на југу са Ламаншем. Заједно са острвима Сили, Корнвол се простире на 3563 км² и има 534 300 становника. Административни центар је Труро, једини град у области. Географско подручје Корнвола сачињава грофовију Корнвол.
Област коју покрива данашњи Корнвол била је насељена још у палеолиту и мезолиту. У неолиту, бронзаном и гвозденом добу било је насељено Бритима који су имали развијене културне и трговачке везе са суседним Велсом, Ирском и Бретањом. Мало је доказа да су Римљани продрли даље од Ексетера где је нађено неколико остатака римских грађевина. Тадашњи Брити у Корнволу били су део Думониског племена чији се центар налазио у данашњем Девону. Борили су се против доминације енглеске империје која је стално јачала, а 936. године је на реци Тејмар успостављена граница између Енглеске и Корнвола. У средњем веку се у Корнволу почео ширити енглески језик и култура.
Рудници калаја су имали важну улогу у економији Корнвола, поготово у средњем веку, а почетком 19. века су откривене и залихе бакра. Средином 19. века експлоатација бакра и калаја почела је да слаби, тако да је 1990. у потпуности прекинута. Важни сектори економије су били рибарство и пољопривреда. Изградњом железничких пруга почетком 20. века туризам је постао најважнија грана корнволске економије.
Корнволци су данас признати као један од келтских народа. У новије време су се формирали и националистички покрети који траже већу аутономију унутар Уједињеног Краљевства и признавање статуса мањине Корнволцима.